# Cichlasoma aguadae
Cichlasoma aguadae är en fiskart som beskrevs av Hubbs, 1936. Cichlasoma aguadae ingår i släktet Cichlasoma och familjen Cichlidae. Inga underarter finns listade i Catalogue of Life.